# Vera (Santa Fe)
Vera es un municipio del departamento Vera, provincia de Santa Fe, Argentina. La ciudad es la cabecera de dicho departamento y dista 256 km al norte de la capital de la provincia, a 705 al norte de la ciudad de Buenos Aires, sobre la RN 11, a la altura del km 722.

## Historia

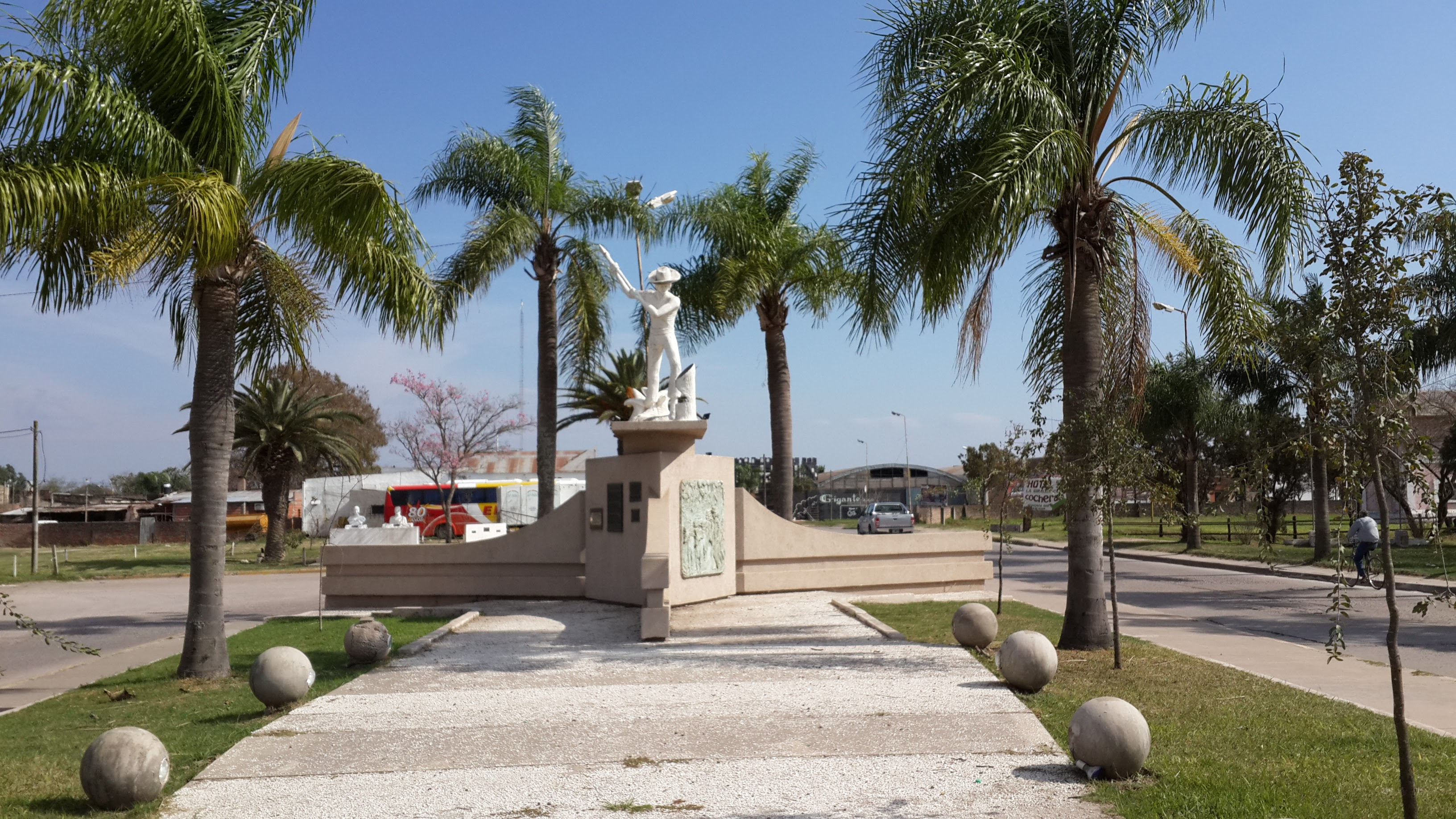
Monumento Nacional al Hachero. Vera fue parte del territorio donde se desarrolló La forestal

La localidad tuvo varios nombres: La Curva, Jobson, Jobson Vera, Gobernador Vera y finalmente Vera. Sus primeros habitantes, luego de una intervención contra los habitantes originarios del lugar, fueron changarines y comerciantes surgidos alrededor de las vías del tren.
En 1892, el terrateniente del lugar Eugenio Alemán, presenta los planos para la fundación de un pueblo,
la cual es aprobada por el gobernador Dr. Cafferatta con fecha 23 de junio de 1892. Al trazado original se le adhirieron terrenos donados por Luciano Leiva al sur y de Arronga al este. La localidad tuvo varios nombres: La Curva, Jobson, Jobson Vera, Gobernador Vera y finalmente Vera.

### Creación de la comuna
- 18 de enero de 1894

### Creación del municipio
- 24 de junio de 1954

Siendo en ese momento Presidente de la comuna el Sr. Jose Garcia Blasco transformándose en primer intendente del nuevo municipio y el primer comisario mayor de la ciudad fue el Sr. Carlos Cañete que en esa época administró la justicia en la ciudad.

## Santo patrono
- San Juan Bautista; festividad: 24 de junio

## Sitio histórico
- Servicio de Educación por Radio, con energía solar, a 40 km al sur de Fortín Olmos, y depende de esa Comuna.

## Historia reciente
El 22 de diciembre de 2008 el intendente radical Raúl Seco Encina murió a raíz de una hemorragia causada por un balazo a la altura del hombro izquierdo, disparado por el empresario Héctor Tregnaghi. El hecho aconteció en las puertas del canal de televisión local cuando se dirigía a una entrevista. Tregnaghi había perdido las elecciones por 200 votos, previo a lo cual había sufrido la clausura del hipódromo de su propiedad por falta de habilitación.

## Vías de comunicación
La principal vía de comunicación de la ciudad es la Ruta Nacional 11, la cual la comunica al sur con San Justo y la Ciudad de Santa Fe, distando de ellas 158 y 260 km respectivamente, y al noreste y norte con Reconquista y Resistencia en la provincia del Chaco, distando de ellas 69 y 288 km respectivamente. A su vez se conecta con la ciudad de Tostado por la ruta nacional 98 al oeste a unos 158 km. También por la ruta provincial 36 al este con Romang a unos 48 km y por la ruta provincial 3 con Toba y Itinyaco.

## Población
Cuenta con 22,748 habitantes (Indec, 2022), lo que representa un incremento frente a los 20,509 habitantes (Indec, 2010) del censo anterior.
| Gráfica de evolución demográfica de Vera entre 1991 y 2022 |
|                                                            |
| Fuente: Censos nacionales del INDEC                        |

## Medios de comunicación
- 89.5 Life
- 90.9 Uno
- 92.9 Sentimientos
- 93.1 Cristal
- 100.9 Activa
- 101.3 Eme
- 102.5 Vital
- 105.7 Latidos
- 106.3 Libertad
- Norte Visión Vera

## Localidades y parajes
- Vera
  - Pueblo Caraguatay
  - Pueblo Santa Lucía
  - Pueblo Fortín Olmos
- Parajes
  - Campo La Concordia
  - Campo Xamo/Zamo
  - Colonia el Seghesso
  - Desvío KM 243
  - Embarcadero KM 36
  - Embarcadero KM 41
  - Espín
  - KM 12
  - KM 71 oeste (70/800)
  - La sarnosa
  - KM 236
  - KM 302
  - KM 60
  - La Guampita
  - La Zulema
  - Las Gamas
  - Los Leones
  - Miraflores
  - Obraje El Ciervo
  - Ogilvie
  - Santa Felicita
  - El 29

## Barrios
- San Martín
- Triángulo
- Martín Fierro
- Centro
- Itatí
- San Martín de Porres
- JJ
- Hospital
- Sección Quinta
- San Francisco Solano
- Santa Rosa
- La Cañada
- Tiro Federal
- Cementerio
- Centenario

## Parroquias de la Iglesia católica en Vera
| Diócesis  | Reconquista       |
| --------- | ----------------- |
| Parroquia | San Juan Bautista |